# Vincenc Janalík
Vincenc Janalík (21. ledna 1804 Rymice – 23. července 1855 Milotice) byl český katolický kněz, spisovatel, sběratel lidových písní, propagátor národního obrození, básník a překladatel.

## Život

### Mládí a studium

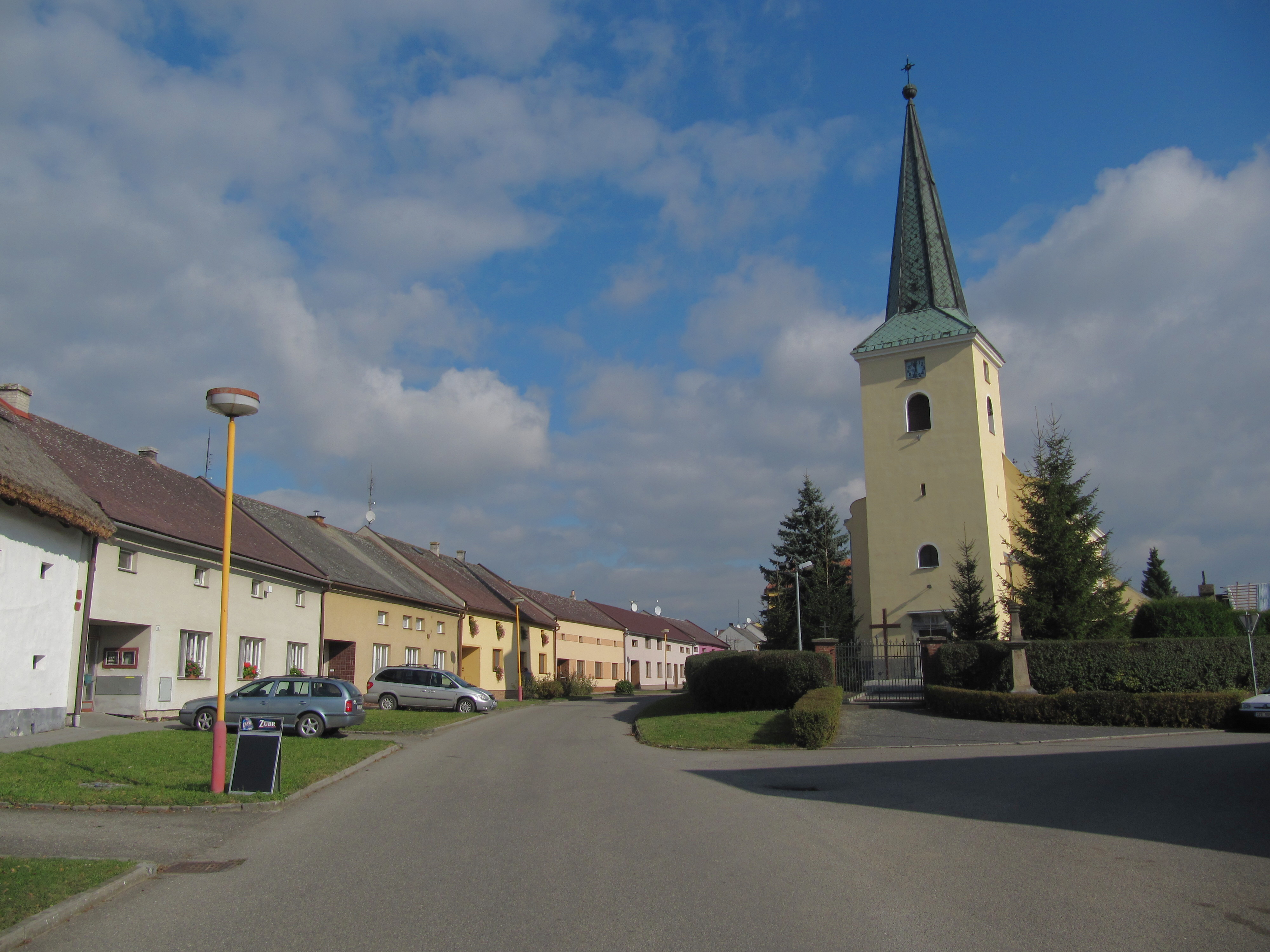
Rymice, náves

Narodil se jako sedmé dítě z deseti sedlákovi Josefu Janalíkovi v Rymicích u Holešova. V roce 1813 nastoupil na tzv. normální školu k piaristům do Kroměříže, kde roku 1817 také začal studovat zdejší piaristické gymnázium. Zde byl jeho spolužákem František Sušil, s nímž později navázal užší kontakty. V posledním ročníku gymnázia, v roce 1821, zemřeli Vincenci oba dva rodiče.
V letech 1822–1823 studoval u piaristů v Mikulově filozofii a po tomto studiu následovalo studium teologie na bohovědném lyceu v Olomouci mezi léty 1824–1827. Na kněze byl Vincenc vysvěcen 22. září 1827, čímž se stal prvním knězem-rodákem z Rymic.

### Kněžská dráha

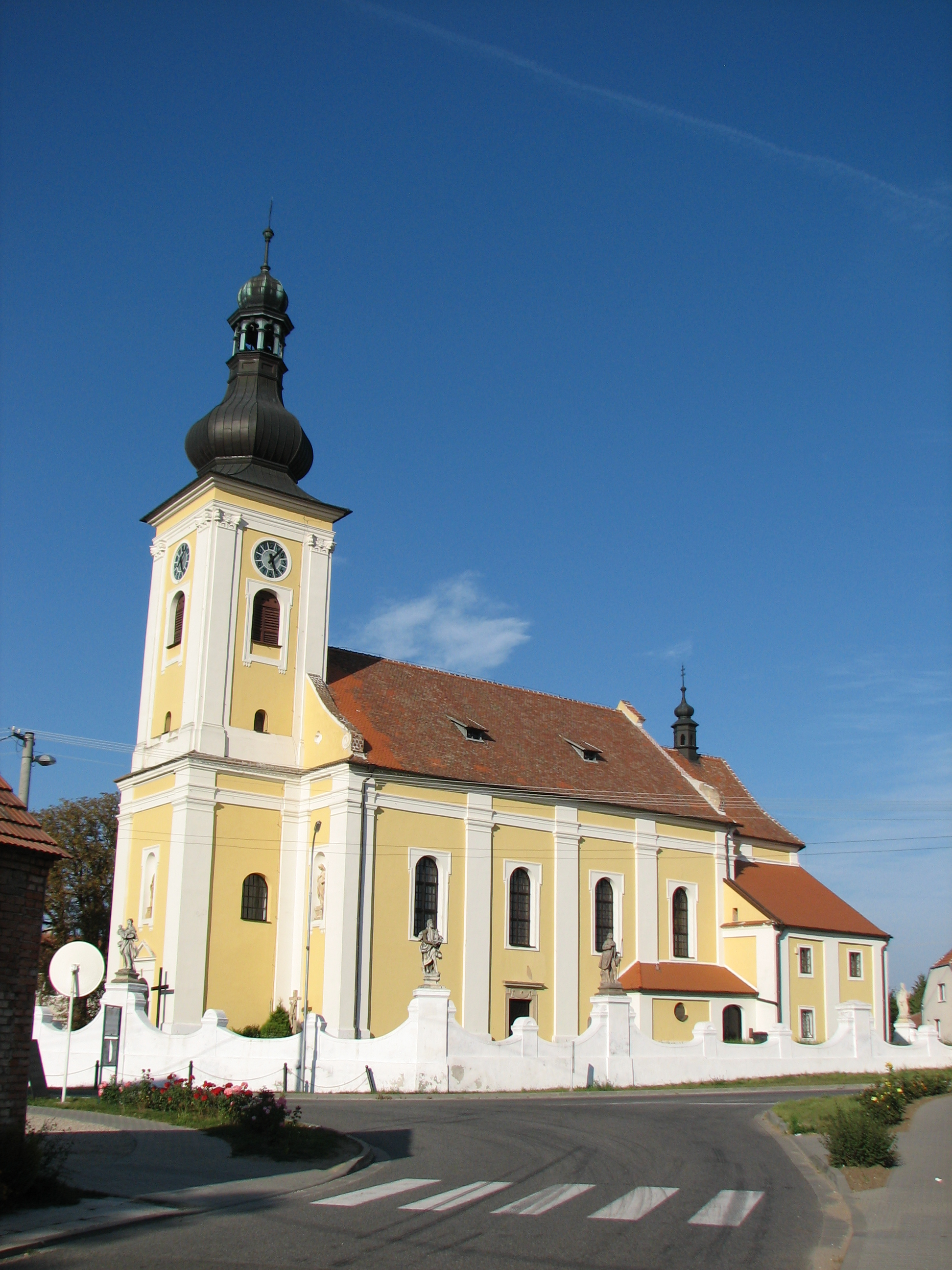
Kostel Všech svatých (1697–1703) v Miloticích

Ihned po vysvěcení byl poslán za kooperátora k faráři Filipu Pokornému do Milotic a na tomto postu setrval celých 19 let. Výpomocným duchovním zůstal tak dlouho z toho důvodu, že jeho farář trpěl dnou a chorobou očí a na Janalíka tím pádem spadala prakticky většina duchovní péče ve farnosti – milotickou farnost tvořily v té době kromě samotných Milotic ještě i vesnice Skoronice a Vacenovice, celkem asi 2000 věřících.
V srpnu 1846 se stal lokalistou ve Skřipově u Opavy, avšak v listopadu 1847 byl povolán zpět do Milotic, kde farář Pokorný odešel na odpočinek (ovšem až do své smrti v roce 1856 zůstal milotickým farářem). Janalík byl ustanoven administrátorem farnosti „in spiritualibus et temporalibus“. Jako administrátor působil až do své předčasné smrti v roce 1855.

### Nemoc a smrt
Ve Skřipově, někdy v zimě roku 1846/1847, se s ním převrhly sáně, když jel zaopatřovat nemocného. Ze sání včas vyskočil, ovšem tímto skokem si přivodil tříselnou kýlu. Jeho zdravotní stav se tímto zraněním a rovněž vypjatou revoluční situací let 1848/49 rok od roku zhoršoval a stále častěji trpěl bolestmi. Po mrtvici na přelomu roku 1853/1854 přestal vidět na jedno oko a v květnu 1854 po další mozkové příhodě došlo i ke zhoršení pohybu. Zemřel o rok později na sněť střev 23. července 1855. Pohřben je na hřbitově v Miloticích vlevo u vchodu do hřbitovní kaple, kterou sám vybudoval.

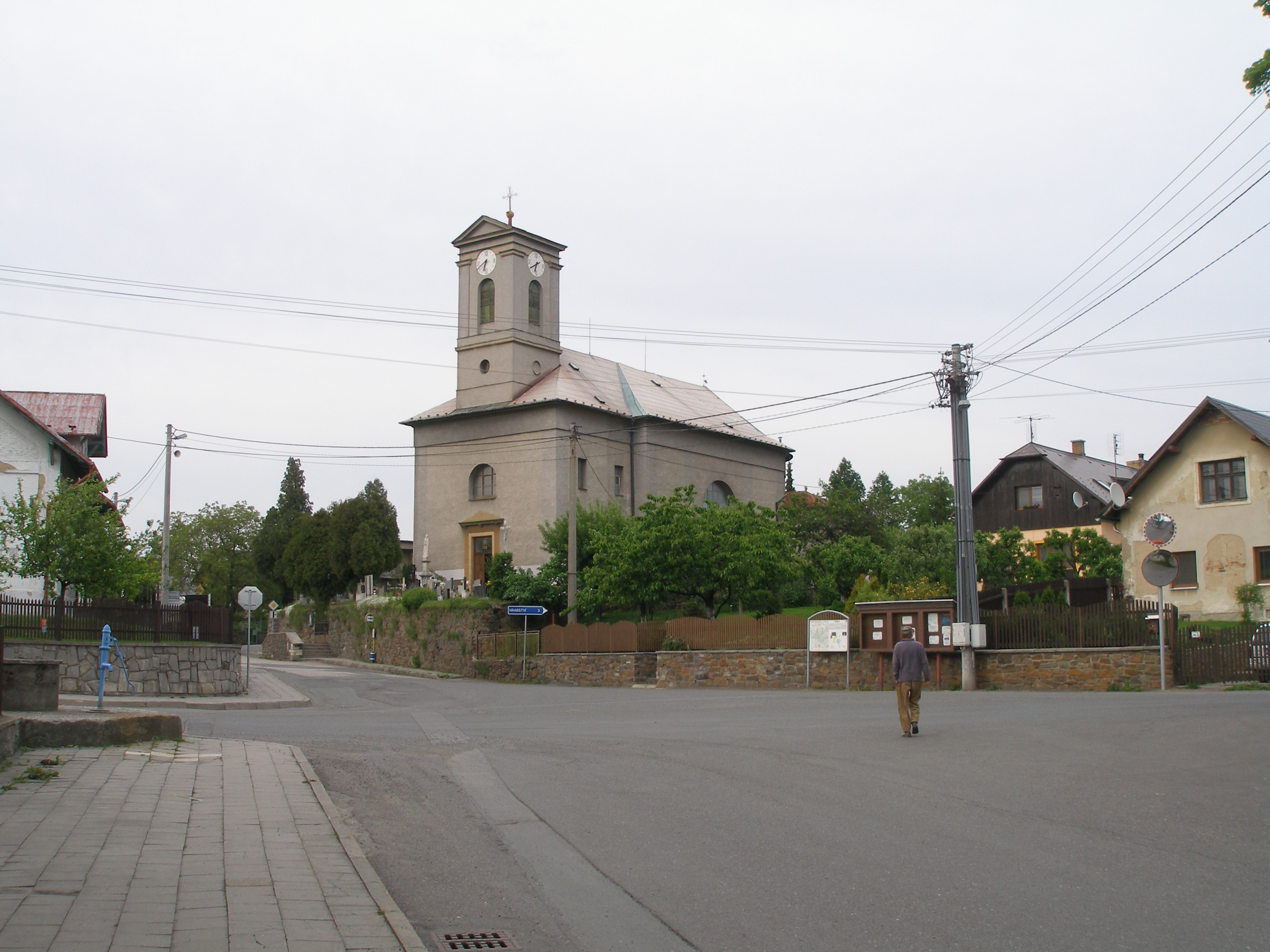
Skřipov u Opavy, náves

## Církev a vlast
Vincenc Janalík patřil k tzv. sušilovcům, tedy přátelům a následovníkům Františka Sušila, kteří se v jeho hesle "církev a vlast" ve svém okolí snažili o obrodu náboženského a národního života. Jednalo se o syntézu národního vědomí, moravského zemského vlastenectví a katolictví. Myšlenkovou základnou tohoto hnutí bylo cyrilometodějství.

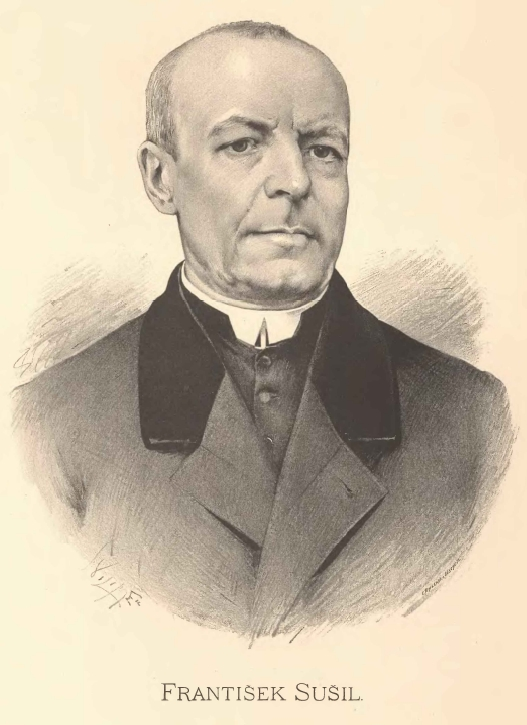
František Sušil (1804–1868)

Janalík se se Sušilem znal už dob studií na gymnáziu v Kroměříži a s velkou pravděpodobností mu pomáhal se sběrem lidových písní v Miloticích i Skřipově. Třebaže Janalík patřil k širšímu okruhu sušilovců, s jejich zakladatelem ho pojilo přátelství a k většímu zapojení bránilo pastorační vytížení a později nemoc. Sám Sušil byl Vincenci Janalíkovi učitelem psané češtiny a povzbuzoval jej k psaní českých knih.
Janalíkovým následovníkem na milotické faře byl další kněz z generace sušilovců František Weber, říšský a zemský poslanec.

### Novely
Janalíkovou knižní prvotinou byla v roce 1844 novela Katolické náboženství pravé utěšení (později vycházela pod stručnějším názvem Rodina Důvěrova), po níž následoval překlad německého katechismu Která církev jest církev Kristova? (1845) a novely Dvanáctero přátel (1847, později pod názvem Přátelé) a Věrná Róza (1849). Posledně jmenovaná povídka je považována za nejpovedenější a o dva roky po svém vydání byla také přeložena do slovenštiny. Janalík sepsal ještě knihu Deodat (1853), která však nikdy nevyšla a její rukopis se ztratil.

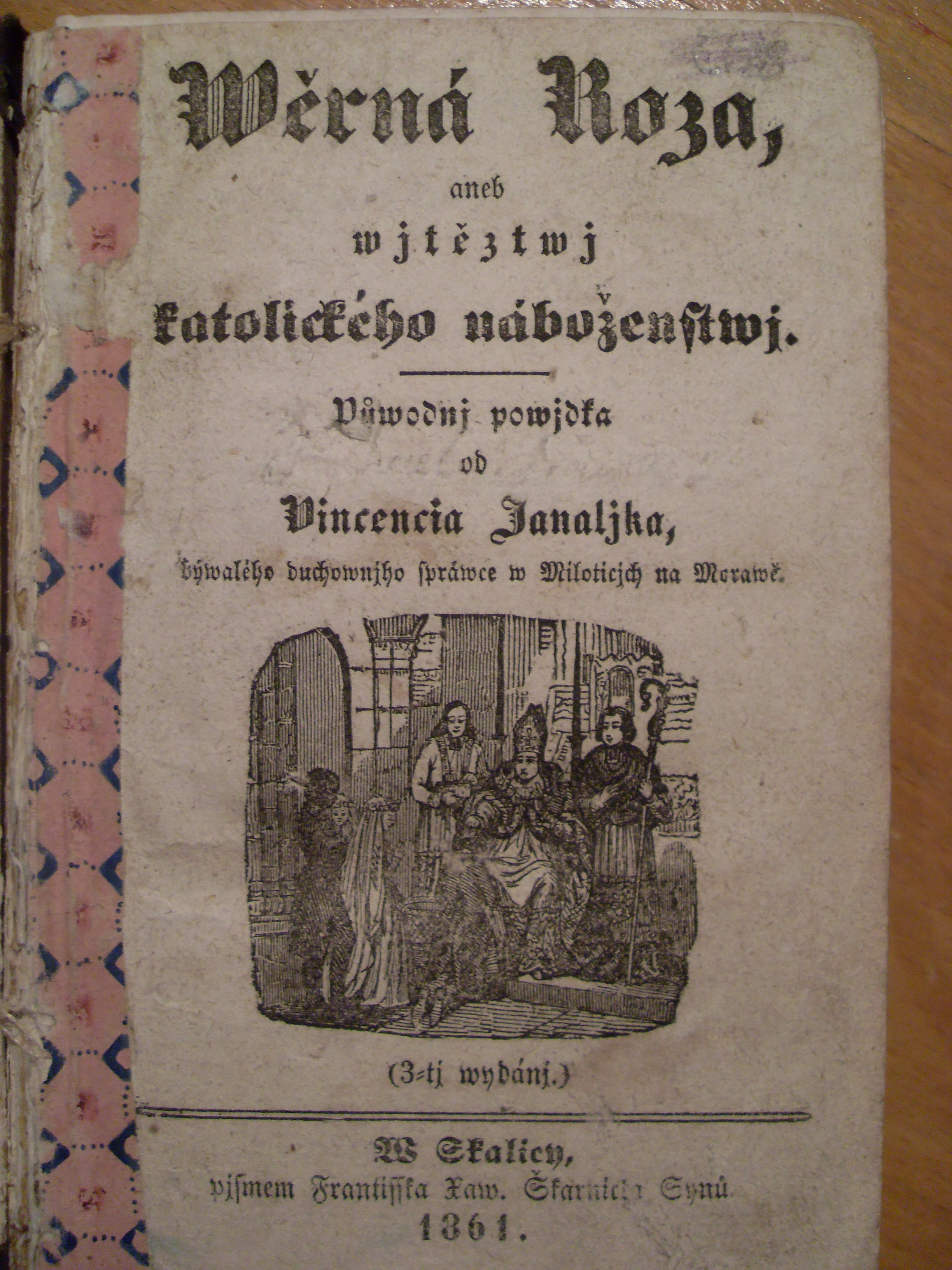
Titulní stránka novely Věrná Róza od Vincence Janalíka, 3. vydání, 1861

Své rozsáhlé povídky autor koncipoval jako mravoučná pojednání, jejichž cílem byla formace a vzdělání člověka, včetně jeho zbožného jednání. Do hlavních hrdinů projektoval své představy o ideálních katolících, a to až do té míry, že se svým chováním stávali takřka nereálnými. Na záporných postavách pak Janalík demonstroval, kam vede hříšný, bezbožný život. Markantním znakem jeho novel je prostupující apologie katolictví vůči protestantismu. Třebaže jeho novely byly kritizovány už současníky, ve venkovském prostředí se staly velmi oblíbenými – kupříkladu první povídka Rodina Důvěrova vyšla k roku 1883 sedmkrát a Věrná Róza čtyřikrát.
Podle historiků byl Vincenc Janalík ve 40. letech 19. století prvním a jediným moravským povídkářem. Podle Bohumila Zlámala byl vzorem Beneši Metodu Kuldovi, Josefu Ehrenbergerovi a Václavu Kosmákovi.

### Články v časopisech
Kromě rozsáhlých a samostatně vydaných novel byl Janalík v roce 1849 pisatelem drobných povídek do olomouckého časopisu Cyrill a Method: Kněz a nemocný na choleru, Kaple svatého Rocha u Kyjova, Hody a Pobožný hrabě.
V letech 1850–1852 otiskl brněnský Hlas jednoty katolické další jeho články, většinou eseje: Hluboká studně, Dalekověst (telegraf), Co jest život nynější?, Zpověď velikonoční a Výtečný obraz. Rovněž v tomto periodiku informoval o dění ve své farnosti v rubrice Zprávy Církevní.

### Další vlastenecká činnost
V roce 1845 se stal členem pražského vlasteneckého podpůrného spolku Dědictví sv. Jana Nepomuckého a v roce 1850 sušilovského brněnského obdobného společenství Dědictví sv. Cyrila a Metoděje. Ve svém okolí šířil česká periodika a knihy a vybízel farníky, aby vstupovali do těchto spolků. Janalíkovým přičiněním se milotická fara stala na přelomu 40. a 50. let 19. století ohniskem, odkud se do okolí šířil vlastenecký ruch.

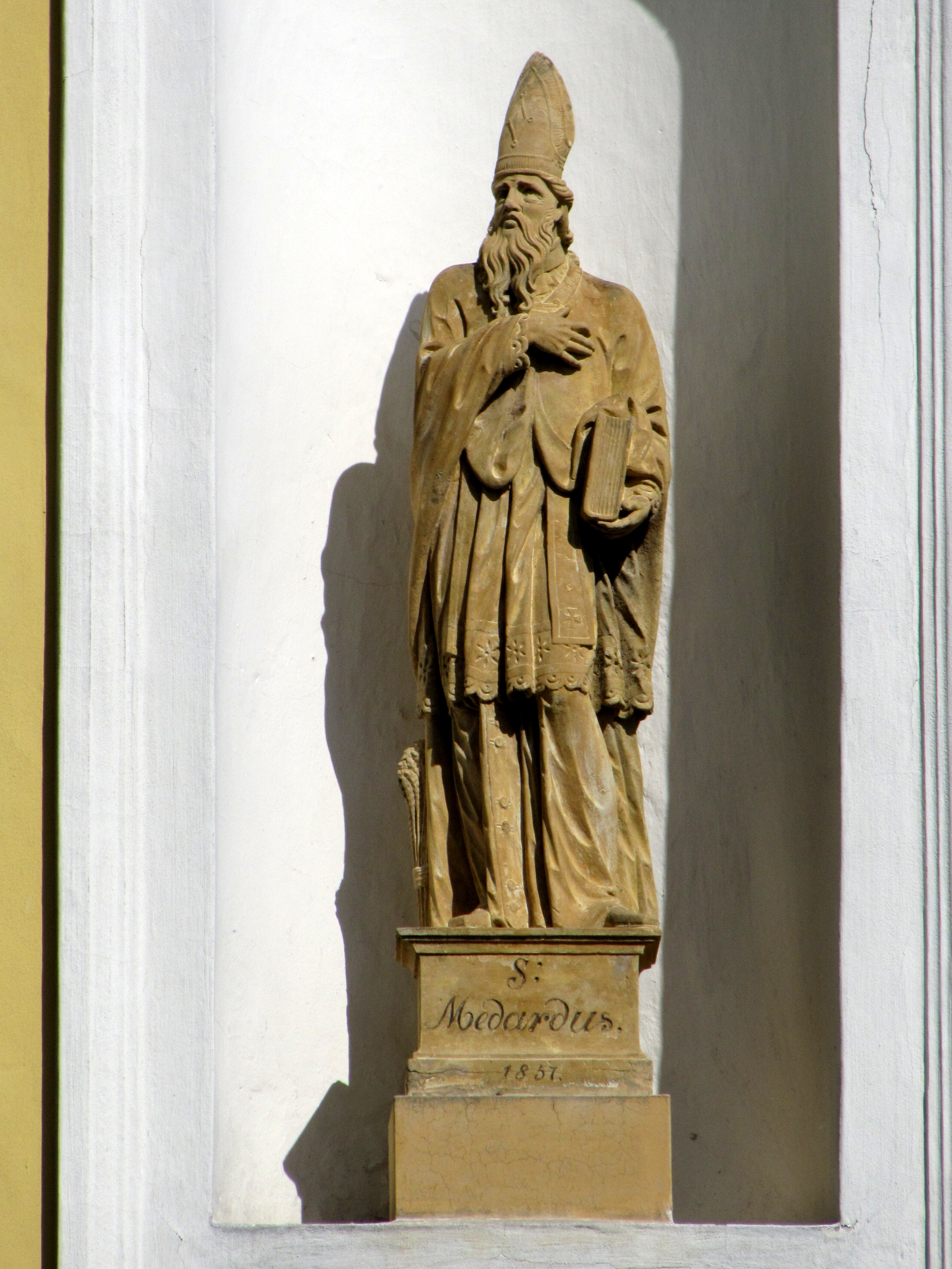
Socha sv. Medarda z roku 1851 v průčelí kostela v Miloticích

### Pastorační činnost
V roce 1845 se Janalík se svými farníky zúčastnil vysvěcení obnoveného chrámu na Hostýně, který moravští vlastenečtí kněží obnovili po zrušení za josefínských reforem. Na toto "poutní místo moravských vlastenců" pak v dalších letech vodil procesí pravidelně. Ve stejném roce, a to jako jeden z prvních na Moravě, založil v milotické farnosti Spolek střídmosti, jehož cílem byl boj proti rozšířenému alkoholismu. Jeho členové se zavazovali k umírněnosti v pití piva a vína a k úplné zdrženlivosti od pálených nápojů. Tímto slibem se v Miloticích zavázalo asi 1 100 osob.

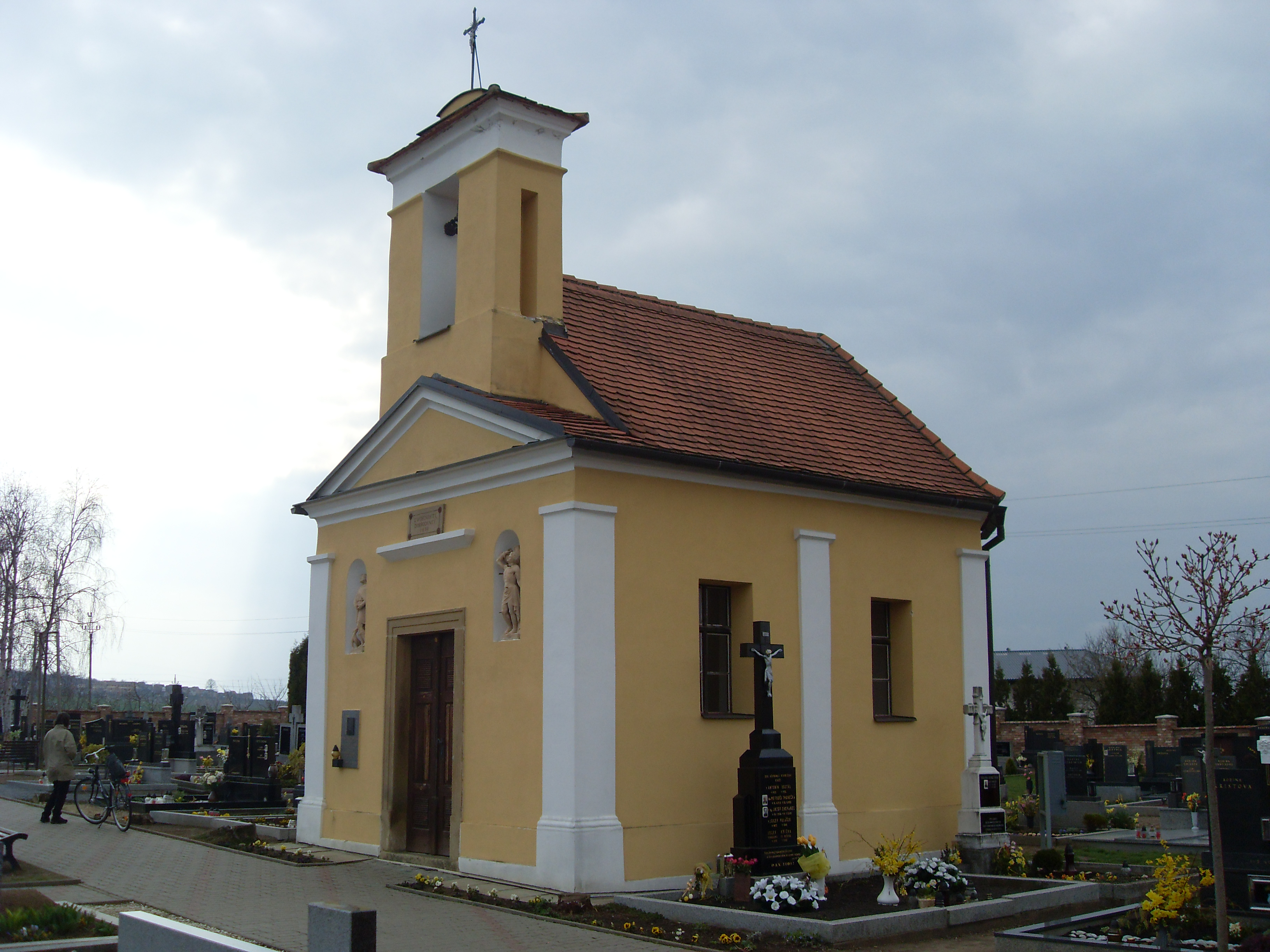
Kaple sv. Rocha, Šebestiána a sv. Rosálie na milotické hřbitově z let 1849–1851

Za jeho působení v roce 1830 byla v Miloticích založena Leopoldinská nadace, spolek podporující katolické misie v severní Americe, a v roce 1851 Janalík ve farnosti inicioval vznik podobného spolku pro misie v Africe Spolek Panny Marie pro misionáře ve střední Africe. Založil také Bratrstvo živého růžence, které se svými 500 členy bylo ve farnosti největší konfraternitou.
V době, kdy byl v Miloticích administrátorem, došlo k obnovení několika křížů na území farnosti, k pořízení stávající křížové cesty ve farním kostele, k vymalování nového postního obrazu, ke zhotovení sochy sv. Medarda pro výklenek v průčelí kostela či k pořízení nového plátna pro boční oltář Panny Marie Bolestné. V roce 1850 provedl Janalík rozšíření milotického hřbitova. Jeho největším počinem pro farnost však byla stavba kaple sv. Rocha, Šebestiána a sv. Rosálie na milotickém hřbitově v letech 1849–1851, která byla iniciována jako vyjádření díků za odvrácení epidemie cholery, jež ve farnosti řádila roku 1831, 1836 a 1849.

## Knižní díla
- Katolické náboženství pravé utěšení (1844, později pod názvem Rodina Důvěrova)
- Která církev jest církev Kristova? (1845)
- Dvanáctero přátel (1847, později pod názvem Přátelé)
- Věrná Róza (1849)
- Deodat (1853, nevyšlo)

## Zajímavosti
- ovládal kromě němčiny, češtiny a latiny také řečtinu a italštinu
- byl hráčem na akordeon
- kromě literárního talentu měl sklony k malířské tvorbě a uměl kupříkladu i zlatit